# ناحیه شطحه
ناحیه شطحه (به عربی: ناحیة شطحة) یک ناحیه در سوریه است که در منطقه سقیلبیه واقع شده‌است. ناحیه شطحه ۲۵٬۲۷۳ نفر جمعیت دارد.